# 小白山乡
小白山乡，是中华人民共和国吉林省吉林市丰满区下辖的一个乡镇级行政单位。

## 行政区划
小白山乡下辖以下地区：
鸡冠山村、三佳子村、大兰旗村、松江村、青山村、腰屯村、段吉村和阿什村。